# Winkel (Lohmar)
Winkel ist ein Weiler in Lohmar im Rhein-Sieg-Kreis in Nordrhein-Westfalen.

## Geographie
Winkel liegt im Südosten Lohmars. Umliegende Ortschaften und Weiler sind Deesem im Norden, Krahwinkel im Nordosten, Pohlhausen und Schlade im Osten, Hove, Hagen und Birkhof im Süden, Bich im Südwesten, Fischburg und Geber im Westen sowie Breidtersteegsmühle im Nordwesten.

## Gewässer
Südöstlich von Winkel entspringt ein namenloser Nebenbach des Bicher Bachs.

## Verkehr
Nördlich von Winkel verläuft die B 507, im Osten führt die B 56 an Winkel vorbei. Südwestlich von Winkel verläuft die K 13. Das Anruf-Sammeltaxi (AST) sorgt für eine Ergänzung des ÖPNV. Winkel gehört zum Tarifgebiet des Verkehrsverbund Rhein-Sieg (VRS).